# Ilse Mintz
Ilse Mintz (geboren als Ilse Schüller 19. Juni 1904 in Wien, Österreich-Ungarn; gestorben 19. Juni 1978 in Washington, D.C.) war eine US-amerikanische Ökonomin österreichischer Herkunft.

## Leben
Ilse Schüller wurde als älteste Tochter des österreichischen Ökonomen Richard Schüller und der Erna Rosenthal geboren. Sie hatte zwei Schwestern: Susanne Piroli (1907–1995) arbeitete als Historikerin zu den Borgia und Hilde Kurz (1910–1981) wurde Kunsthistorikerin. Sie studierte bei Ludwig Mises an der Universität Wien und wurde 1927 promoviert. Sie heiratete 1926 den Wirtschaftsjuristen Maximilian Mintz (1899–1973), sie hatten zwei Kinder. Sie arbeitete am Institut für Konjunkturforschung und beendete ihre Berufstätigkeit bei der Geburt ihres ersten Kindes Walter im Jahr 1929, der später einer der ersten Hedgefonds-Manager wurde. Die 1931 geborene Tochter Gabriele alias Marjorie Perloff wurde später eine US-amerikanische Literaturwissenschaftlerin. Die Familie floh nach dem Anschluss Österreichs 1938 in die Schweiz und von dort in die USA.
Mintz wohnte in Riverdale, Bronx und studierte ab 1943 Ökonomie an der Columbia University. Sie wurde 1951 bei Arthur F. Burns mit einer zweiten Dissertation über die sinkende Qualität der Auslandsanleihen in den 1920er Jahren promoviert. Sie arbeitete als Ökonomin für das National Bureau of Economic Research (NBER) und lehrte als Associate Professorin und später als Professorin an der Columbia University. Nach ihrer Emeritierung im Jahr 1969 arbeitete sie noch als Lektorin an der Catholic University of America in Washington, D.C., wohin sie ihren Wohnsitz verlegte. An ihrem 74. Geburtstag starb Ilse Mintz, die mit ihren Schwestern, und dabei vor allem mit Hilde Kurz, eine ausführliche und lebenslange Korrespondenz geführt hatte, in Washington, D.C.
Ihre Publikationen sind empirische Studien zur Konjunktur.

## Schriften (Auswahl)
- Deterioration in the Quality of Foreign Bonds Issued in the United States, 1920–1930. New York : NBER, 1951
- Trade Balances During Business Cycles: U.S. and Britain Since 1880. University of Michigan, 1959
- American Exports During Business Cycles, 1879–1958. National Bureau of Economic Research, 1961
- Cyclical Fluctuations in the Exports of the United States since 1879. New York : NBER, 1967
- Dating Postwar Business Cycles: Methods And Their Application To Western Germany, 1950–67. New York : NBER, 1969
- U.S. Import Quotas: Costs and Consequences. Washington, D.C. : American Enterprise Institute for Public Policy Research, 1973